# Leirvíksfjørður
Leirvíksfjørður är ett sund i Färöarna (Kungariket Danmark).   Det ligger i sýslan Eysturoya sýsla, i den nordöstra delen av landet, 23 km norr om huvudstaden Tórshavn.